# Sonnenfinsternis (Roman)

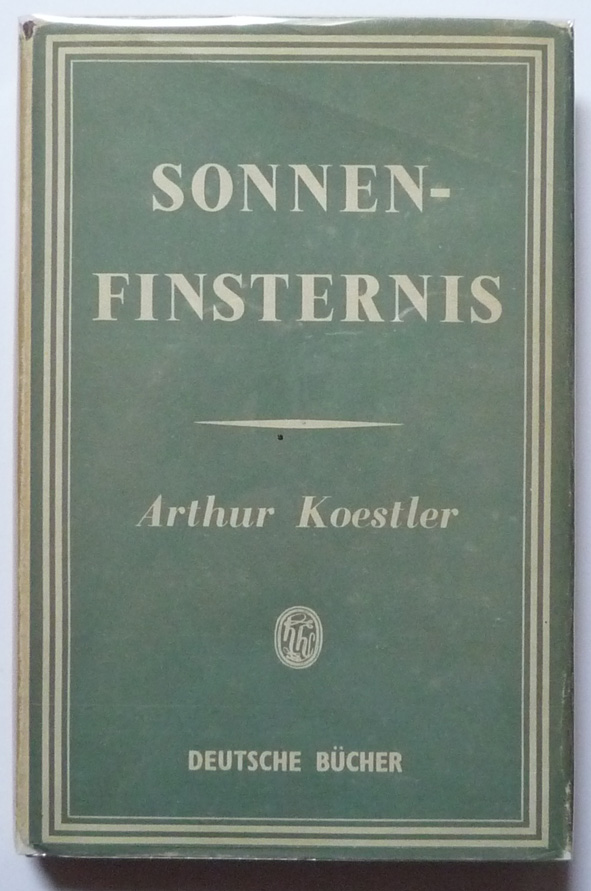
Deutsche Erstausgabe, Hamish Hamilton, London 1946

Sonnenfinsternis (engl. Titel: Darkness at Noon), der bekannteste Roman von Arthur Koestler, spielt in der Zeit der Stalinschen Säuberungen in den 1930er Jahren. Der Autor thematisiert die Unterwerfung und Selbstverleugnung alter Revolutionäre, die „Verbrechen“ gestanden, die sie nicht begangen hatten. Mit der Veröffentlichung des Buchs im Jahr 1940 brach Koestler mit dem Kommunismus. In der Folge wurde das Buch von französischen Kommunisten bekämpft.

## Inhalt
Im Mittelpunkt des Romans steht die Geschichte N. S. Rubaschows, der wegen angeblicher konterrevolutionärer Verbrechen in die Mühlen der stalinistischen Geheimpolizei gerät. Durch einen komplexen Prozess, zu dem intellektuelle Argumentationen, Folter und moralische Reflexionen gehören, wird Rubaschow Stück für Stück dazu gebracht, öffentlich zu gestehen, dass er mehrere Verbrechen gegen den Staat begangen habe. Den Entschluss zu diesen Geständnissen fasst er, weil er immer noch hofft, damit den Idealen der Revolution zu dienen; seine Überlegungen haben ihn außerdem zu dem Ergebnis geführt, er habe mit seinem Verhalten den Leuten, die ihm nahestanden, Leid und Qualen verursacht.
Die Personen im Buch haben russische Namen, Russland und die Sowjetunion werden jedoch nicht als Orte der Handlung genannt. Es wurde darüber spekuliert, ob Koestler als Vorbilder für die Figur des Rubaschow die Lebensgeschichten von Karl Radek und Nikolai Bucharin herangezogen hat. Man kann jedoch davon ausgehen, dass Koestler vor allem eigene Erlebnisse verarbeitet hat. Er setzt Erfahrungen um, die er als Gefangener der Falangisten im Spanischen Bürgerkrieg sammeln musste.

## Rezeptionsgeschichte
Koestler veröffentlichte seinen Roman in einer Zeit, in der die meisten seiner ehemaligen Genossen aus KPD und Schutzverband deutscher Schriftsteller (SDS) die Untaten des stalinschen Regimes nicht wahrhaben wollten. Viele Vertreter der Linken in Europa und Amerika gingen davon aus, dass bei den Moskauer Prozessen das Recht auf Seiten der sowjetischen Ankläger liege. In dieser Richtung äußerte sich Bertolt Brecht in seinen Schriften zur Politik und Gesellschaft, ebenso Jean-Paul Sartre und Robert Havemann. Havemann bekam den Roman 1945 von einem amerikanischen Offizier geliehen, nachdem er der Todeszelle der Nazis entronnen war, und konnte darin nur klassenfeindliche Propaganda erkennen.
Es wurde jedoch bald klar, dass Koestler sich bei der Abfassung des Romans an tatsächlichen Geschehnissen orientiert hatte, und im Laufe der Zeit wurde sein Roman in über 30 Sprachen übersetzt. Besonders großes Aufsehen erregte die 1946 erschienene französische Ausgabe Le Zéro et l’Infini, die über 400.000-mal verkauft wurde und die Kommunistische Partei Frankreichs zu verzweifelten Gegenmaßnahmen veranlasste. So kaufte sie anfangs alle verfügbaren Exemplare auf und beseitigte diese.
Die deutsche Urfassung von Sonnenfinsternis war verschollen, sodass die deutschsprachigen Ausgaben des Buches vor 2018 Rückübersetzungen aus dem Englischen darstellen. 2015 wurde von Matthias Weßel, einem Doktoranden der Universität Kassel, das verloren geglaubte Originalmanuskript in der Zentralbibliothek Zürich entdeckt. Der wieder entdeckte Originaltext wurde im Elsinor Verlag veröffentlicht.

## Ausgaben
- Darkness at Noon. Aus dem Deutschen übersetzt von Daphne Hardy. Cape, London 1940
- Sonnenfinsternis. Hamish Hamilton, London 1946.
- Sonnenfinsternis. Rückübertragung aus dem Englischen von Arthur Köstler, Atlantis-Verlag, Zürich 1946.
- Sonnenfinsternis. Behrendt, Stuttgart 1948.
- Die Gladiatoren. Sonnenfinsternis. Ein Mann springt in die Tiefe. Vom Autor überarbeitete Ausgabe. Scherz, Bern/Stuttgart/Wien 1960.
- Sonnenfinsternis. Roman. dtv, München 1967 (Taschenbuch).
- Sonnenfinsternis. Roman. Europa-Verlag, Wien/München/Zürich 1978, ISBN 3-203-50654-8.
- Sonnenfinsternis. Roman. Ullstein, Frankfurt/Berlin/Wien 1979, ISBN 3-548-20029-X (Taschenbuch).
- Sonnenfinsternis. Roman. Mit einem Nachwort des Autors. Durchgesehene Neuauflage. Europa-Verlag, Wien/Zürich 1991, ISBN 3-203-51124-X; ebd. 2000, ISBN 3-203-79150-1.
- Sonnenfinsternis. Roman. Erstausgabe nach dem deutschen Originaltyposkript. Vorwort von Michael Scammell, Nachwort von Matthias Weßel. Elsinor Verlag, Coesfeld 2018, ISBN 3-94278840-3.

## Bearbeitungen

### Dramatisierung
- Sidney Kingsley: Darkness at Noon. New York 1952

### Hörspiel
- Sonnenfinsternis. Regie: Christian Gebert, HR/MDR 1992